# Toxicidad subcrónica
Se define a la toxicidad subcrónica como el conjunto de efectos adversos ocasionados por administración o exposición repetida de una sustancia durante un período de tiempo intermedio, usualmente el 10% de la vida (al menos 90 días en animales).
También se define como la capacidad de una sustancia para producir efectos adversos sobre un ser vivo tras una exposición subcrónica. Haciendo referencia a un período de tiempo intermedio, para especificar que no se trata ni de una exposición aguda (contacto puntual o durante un período corto de tiempo) ni tampoco una exposición crónica (por un largo período de tiempo).

## Ensayos de toxicidad subcrónica
Son estudios de experimentación animal que se realizan para determinar los efectos producidos por una sustancia cuando se administra repetida o continuamente durante 90 días. Se realizan según lo establecido por la OECD (Organización Económica de Cooperación y Desarrollo), para este tipo de estudio.
Antes de la autorización de la administración de una dosis única de una sustancia al ser humano, las Administraciones Sanitarias requieren que se hayan realizado estudios de toxicidad subcrónica. Estos estudios permiten identificar los efectos aditivos debidos a la administración de la sustancia, y definir la dosis más elevada que no ha mostrado en las pruebas tener efectos perjudiciales para la salud, en personas o animales (NOEL), así como la dosis máxima tolerada (DMT). El estudio subcrónico no es capaz de detectar aquellos efectos que se manifiestan tras un mayor período de latencia; sin embargo, brinda una valiosa información sobre los órganos diana y constituye la base para la selección de los niveles de dosis a evaluar en los estudios crónicos. Puede llevarse a cabo después de que se haya obtenido la información inicial sobre la toxicidad a partir de pruebas de toxicidad de dosis aguda o repetida de 28 días.

## Características generales de los ensayos
Se llevan a cabo en dos especies de animales, una de ellas ha de ser no roedora. Deben usarse al menos tres dosis, aunque lo usual suelen ser 4 o 5 dosis de sustancia. El compuesto de prueba se administra por sonda o mediante la dieta o el agua de bebida diariamente. Por lo tanto, normalmente estos ensayos se realizan por vía oral a no ser que la sustancia esté destinada a administrarse por otra vía. Por lo que cualquier otra posología debe justificarse.
En el estudio en ratas se requieren al menos 10 animales de cada sexo para cada dosis y en el estudio en perros al menos 4 de cada sexo. Habitualmente se incluyen grupos satélite de animales (uno tratado con vehículo y otro con la dosis más alta) que no son sacrificados al final del estudio, sino que se les deja una o dos semanas para recuperarse de las posibles lesiones inducidas por el producto.
Se puede realizar una prueba límite con una sola dosis equivalente de al menos 1000 mg/kg peso corporal/día. Si no se produce ningún efecto adverso observable y si, a la luz de los datos de sustancias estructuralmente afines, no cabe esperar efectos tóxicos, puede considerarse innecesario realizar un estudio completo con el resto de las dosis. Este ensayo límite es válido excepto cuando la exposición humana indique la necesidad de utilizar una dosis superior.
Durante el estudio se controla diariamente un gran número de parámetros, como el comportamiento, peso, consumo de agua y alimento, electrocardiograma (ECG), examen oftalmoscópico, etc. Al finalizar el estudio, los animales son sacrificados y autopsiados. Tanto antes del estudio como después de la autopsia, se toman muestras de sangre y orina y se analizan. La autopsia es un examen macroscópico de vísceras y tejidos y una toma de especímenes para examinarlos anatomopatológicamente. En 2018 se agregaron una serie de mediciones relacionadas con el sistema endocrino, particularmente relevantes para la función tiroidea.
Una prueba subcrónica de 90 días realizada correctamente debe proporcionar una estimación satisfactoria de un nivel sin efecto adverso observable.